# Prednisolone/promethazine
Các thuốc kết hợp prednisolone/promethazin là một thuốc giải độc cho rắn cắn.